# Henri Moser (Forschungsreisender)

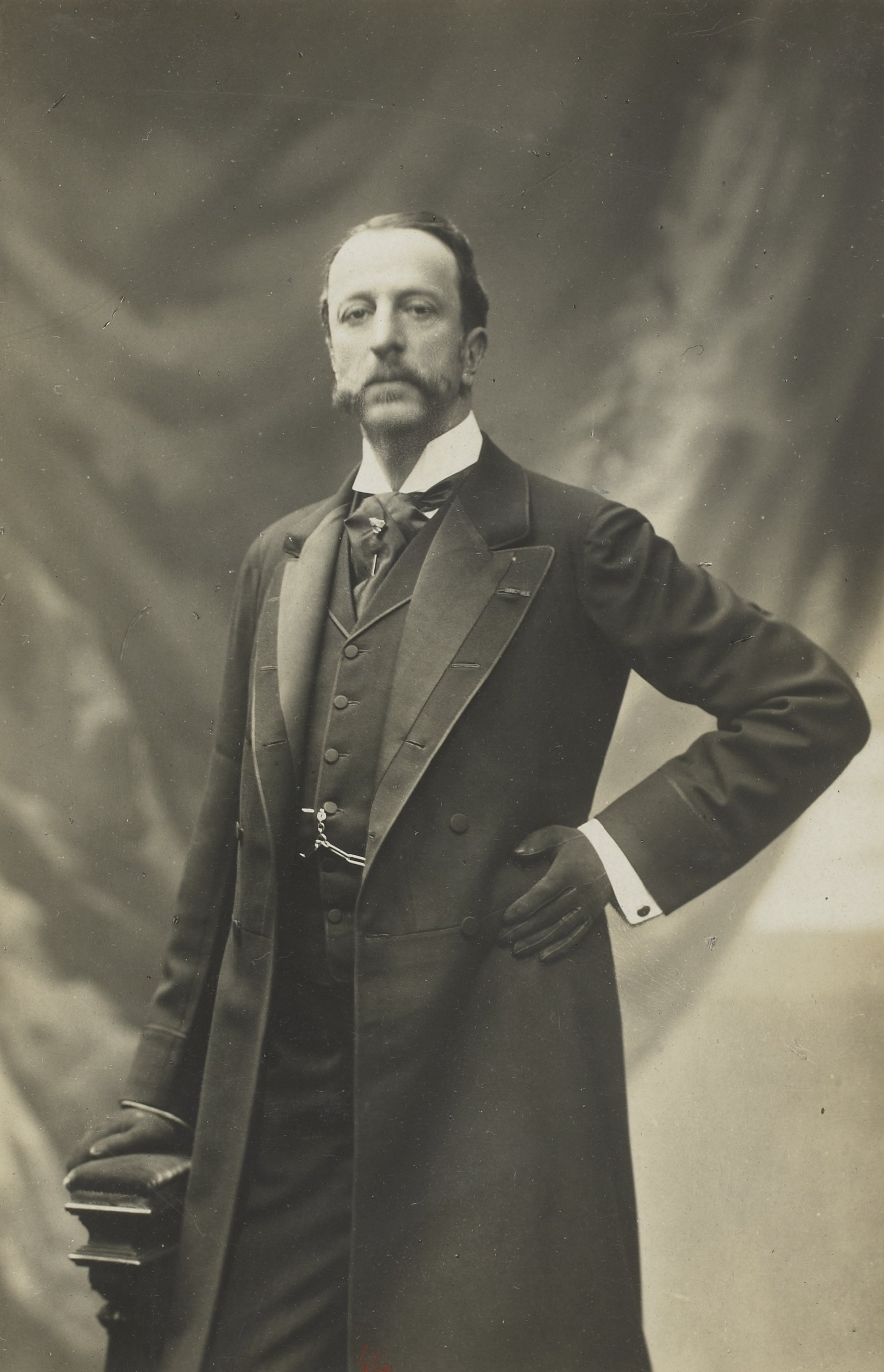
Henri Moser auf der Weltausstellung im Jahr 1900

Henri Moser (* 13. Mai 1844 in Sankt Petersburg als Georg Heinrich Moser; † 15. Juli 1923 in Vevey; heimatberechtigt in Schaffhausen und Neuhausen am Rheinfall) war ein Schweizer Forschungsreisender, Kaufmann,  Kunstsammler und Mäzen.

## Leben
Henri Moser wurde am 13. Mai 1844 in Sankt Petersburg als Sohn des Industriellen Heinrich Moser geboren. 1848 kam er in die Schweiz und verbrachte seine Kindheit in Schaffhausen und auf Schloss Charlottenfels in Neuhausen am Rheinfall. Er erhielt Privatunterricht und besuchte Internate in der Westschweiz. 1887 heiratete er seine Nichte Marguerite Schoch.
Als Zwanzigjähriger verliess er unter Druck seines Vaters die Schweiz, um in dessen Uhrenmanufaktur in Russland einzutreten. Mit 23 kam es zum Bruch mit dem Vater, und sein abenteuerliches Leben in Zentralasien begann. Auf seinen Reisen trug er umfangreiche Sammlungen von Kunstgegenständen, Jagdtrophäen, Waffen und anderem zusammen, die er an Ausstellungen in ganz Europa zeigte. Nach seiner Rückkehr in die Schweiz kaufte er aus seinem Vermögen den elterlichen Wohnsitz, das Schloss Charlottenfels in Neuhausen am Rheinfall, zurück.
1914 stiftete er seine umfangreiche «orientalische Sammlung Henri Moser Charlottenfels» dem Historischen Museum Bern mit der Verpflichtung, diese zu pflegen und auszustellen. Der damalige Direktor Rudol Wegeli unterzeichnete  den Schenkungsvertrag. Für den notwendigen Anbau und Unterhalt stiftete Henri Moser 100.000 Franken. Im selben Jahr wurde er zum Ehrendoktor der Universität Bern und zum Ehrenbürger der Stadt Bern ernannt.
1919 stiftete er das Gut Löwenstein und das Schlossgut Charlottenfels in der Gemeinde Neuhausen dem Kanton Schaffhausen zwecks Einrichtung einer landwirtschaftlichen Winter- und Haushaltungsschule. 1925 wurde die Landwirtschaftliche Schule des Kantons Schaffhausen eingerichtet. Henri Moser starb am 15. Juli 1923 in Vevey an einer Lungenentzündung.
Er erhielt von der Stadt Schaffhausen zusammen mit seinem Vater ein Ehrengrab für die Familie Moser auf dem Waldfriedhof Schaffhausen.

## Veröffentlichungen
- À travers l’Asie Centrale: La steppe Kirghize, le Turkestan Russe, Boukhara, Khiva, le pays des Turcomans et la Perse. Impression de voyage. E. Plon, Paris 1885.
  - deutsch: Durch Zentralasien: Die Kirgisensteppe, Russisch Turkestan, Bochara, Chiwa das Turkmenenland und Persien. Reiseschilderungen. Leipzig 1888.
- L’irrigation en Asie centrale: Etude géographique et économique. Société d’Éditions scientifiques, Paris 1894.
- L’Orient inédit: À travers la Bosnie et l’Herzégovine. Compagnie internationale des wagons-lits et des grands express Européens, Paris 1895.